# パウロ・フローレス
パウロ・フローレス（Paulo Flores、1972年 - ）はアンゴラ出身のミュージシャン
。

## 人物
ルアンダで生まれ、幼少期をリスボンで過ごした。彼の音楽はほとんどポルトガル語で書かれるが、一部はキンブンド語で書かれる。彼の音楽は内戦や腐敗など、しばしばアンゴラの生活の苦境を扱う政治的なものである。彼のアンゴラ様式の音楽はセンバとして知られている。彼の音楽の一部はフランス映画のLa Grande Ourseをフィーチャーしている。2007年4月に第一回トリエンナーレ・デ・ルアンダで演奏、2008年7月4日にコケイロス・スタジアムでコンサートを行い、25,000人の観客を動員した。そのコンサートはKASSAVに次いでアンゴラ史上二番目に大規模なコンサートとなった。
2009年の7月31日から8月2日まで開催されたルアンダ国際ジャズフェスティバル（英語: Luanda International Jazz Festival）でも演奏している。

## ディスコグラフィー
- Kapuete, 1988
- Sassasa, 1990
- Coração Farrapo e Charry, 1991
- Brincadeira Tem Hora, 1993
- Inocenti, 1995
- Perto do Fim, 1998
- Recompasso, 2001
- Xé Povo, 2003
- Paulo Flores - The Best (álbum)|The Best, 2003
- Paulo Flores - Ao Vivo (álbum)|Ao Vivo, 2004

ジョゼ・トルカード・ドス・サントスによる